# Decazyx esparzae
Decazyx esparzae là một loài thực vật có hoa trong họ Cửu lý hương. Loài này được F.Chiang mô tả khoa học đầu tiên năm 1982.